# لوچیانو موجی
لوچانو موجی (به ایتالیایی: Luciano Moggi) (زاده ۱۰ ژوئیه ۱۹۳۷ در مونتسیانو) یکی از مدیران سابق فوتبال ایتالیاست.
او سابقه فعالیت در باشگاه یوونتوس را در کارنامه خود دارد. او از جمله کسانی است که در پرونده کالچو پولی حضور داشت